# Generalkommando 51
Das Generalkommando 51 war ein Großverband der Armee des Deutschen Kaiserreiches im Ersten Weltkrieg.

## Gliederung
Es handelte sich beim Generalkommando 51 um ein Generalkommando z. b. V. (Generalkommando zur besonderen Verwendung). Diese entstanden ab 1916 und waren reine Kommandostellen, die militärischen Einheiten wurden ihr nach Bedarf zugeordnet.

## Geschichte

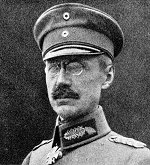
Albert von Berrer

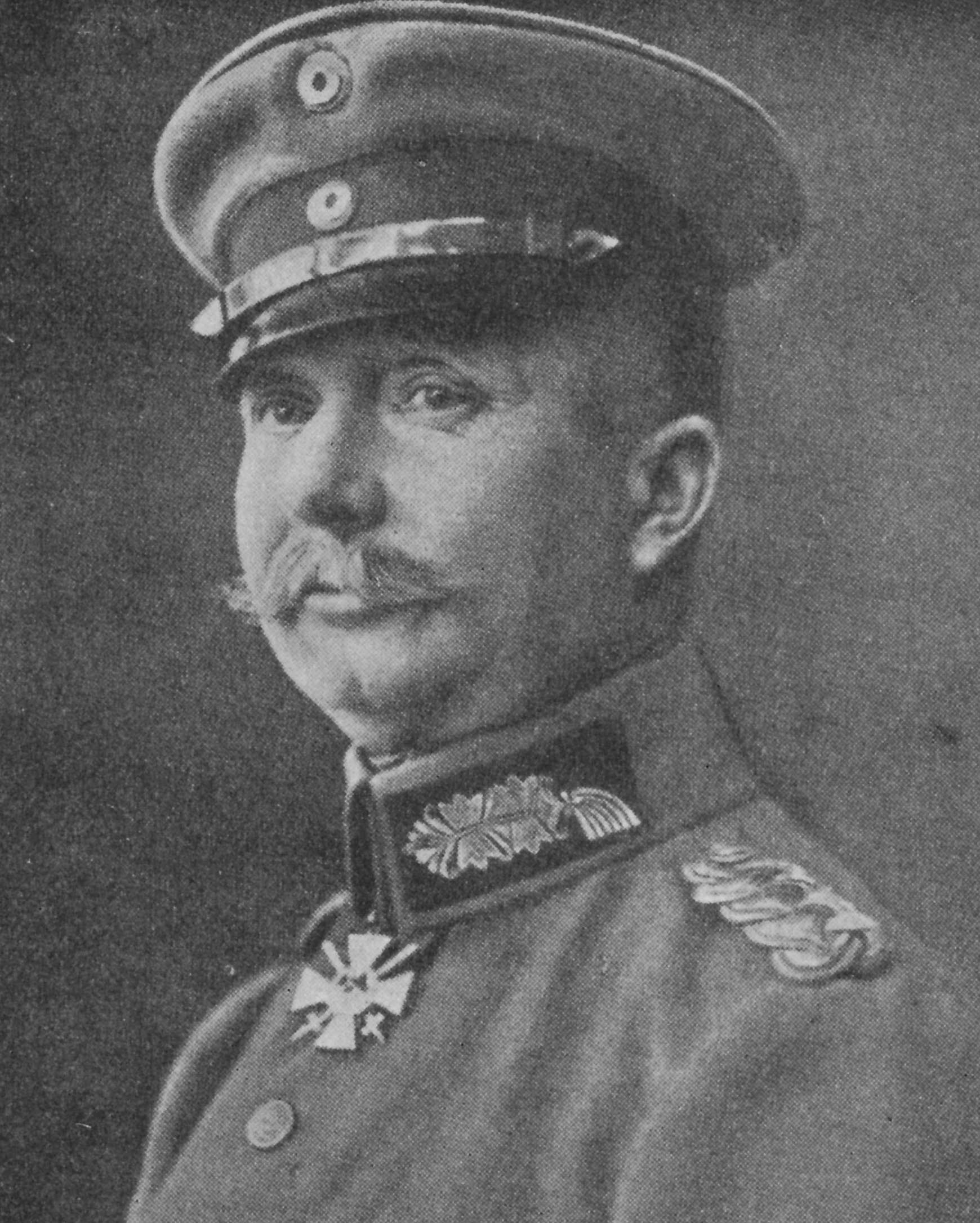
Eberhard von Hofacker

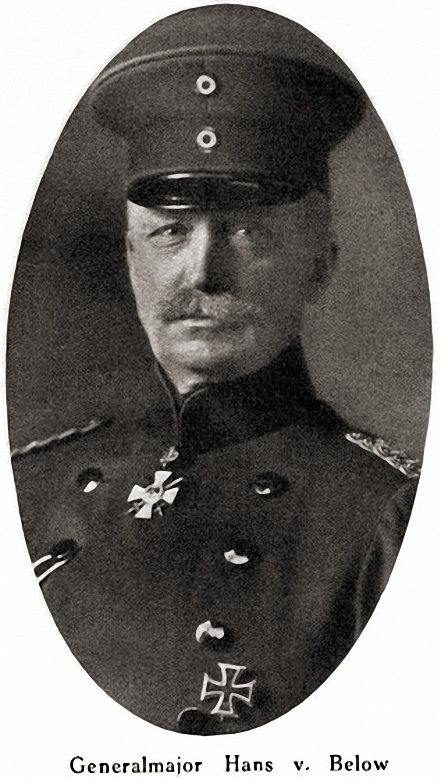
Hans von Below

Am 27. August 1916 erfolgte die Ernennung von Generalleutnant Albert von Berrer zum Führer des neugebildeten Generalkommandos (z. b. V.) Nr. 51, das sich während der Kerenski-Offensive im Juli 1917 besonders bewähren konnte und im Rahmen der Armeegruppe Winckler an der Einnahme von Tarnopol beteiligt war. Im zweiten Treffen der bei Zloczow antretenden Gruppe „Winckler“ eingesetzt, unterstand der Gruppe „Berrer“ die 5. und 22. Infanterie-Division. Dahinter versammelte sich die 42. und die 92. Infanterie-Division zum Nachstoßen als Reserve.
Anschließend wurde das Generalkommando 51 in den nördlichsten Abschnitt der Ostfront verlegt und nahm an der Schlacht um Riga teil. Es befehligte im Rahmen der 8. Armee nach dem Dünaübergang das Zentrum der auf Riga angesetzten Stoßgruppe. Unterstellt waren am 2. September 1917 die 1. Garde-Division, die 14. Bayerische Division, dahinter im 2. Treffen die 20. Division sowie die 75. Reserve-Division.
Das Generalkommando 51 wurde noch im September 1917 nach Italien an die Isonzofront verlegt und der dort neu gebildeten 14. Armee des General Otto von Below zugeführt. Die als Gruppe „Berrer“ bezeichneten Verbände umfassten die 200. Infanterie-Division im Südteil des Tolmeiner Brückenkopfes, dahinter die 26. Infanterie-Division (1. Königlich Württembergische). General Berrer fiel in der Zwölften Isonzoschlacht beim Vormarsch auf Udine. Sein Nachfolger wurde General der Infanterie Eberhard von Hofacker.
Anfang 1918 wurde das Generalkommando 51 mit der 14. Armee (ab Februar 1918 AOK 17) an die Westfront verlegt. Beim deutschen Michael-Angriff am 21. März bildete das Generalkommando mit der 19., 109., 208. Infanterie-Division und der Garde-Ersatz-Division den linken Flügel der 2. Armee im Raum nördlich von Bellenglise und hielt Anschluss an die südlicher angreifende 18. Armee.
Während der Schlacht bei Amiens am 8. August 1918, dem „Schwarzen Tag des deutschen Heeres“, lag das Korps zusammen mit dem XI. Armee-Korps im Hauptangriffsfeld der britischen 4. Armee. Während der Südflügel des Generalkommandos, die 192. Infanterie-Division und die 14. Bayerische Infanterie-Division gegenüber den Franzosen bei Moreuil noch standhielt, brach der nördliche Abschnitt zusammen. Der Durchbruch der Australier und Kanadier bei der 13., 41., 117. und 225. Infanterie-Division beiderseits von Villers-Bretonneux erreichte Harbonnières und leitete die deutschen Rückzugskämpfe ein. Am 22. August wurde Generalleutnant Hans von Below mit der Führung des Generalkommandos 51 beauftragt. Below kommandierte das Generalkommando in der Schlacht bei Péronne, der Abwehrschlacht zwischen Cambrai und St. Quentin sowie bei den Rückzugskämpfen vor und in der Hermannstellung und vor der Antwerpen-Maas-Stellung.
Nach dem Waffenstillstand von Compiègne führte Below seine Truppen in die Heimat zurück.

## Kommandierender General
| Dienstgrad      | Name                  | Datum                                 |
| --------------- | --------------------- | ------------------------------------- |
| Generalleutnant | Albert von Berrer     | 27. August 1916 bis 28. Oktober 1917  |
| Generalleutnant | Eberhard von Hofacker | 03. November 1917 bis 23. August 1918 |
| Generalleutnant | Hans von Below        | 23. August 1918 bis Kriegsende        |